# Святополк-Мирский, Дмитрий Петрович
Князь Дми́трий Петро́вич Святопо́лк-Ми́рский (англ. D. S. Mirsky, после возвращения в СССР — Д. Мирский; 28 августа [9 сентября] 1890, Люботин, Харьковской губернии — 6 июня 1939 года, ОЛП «Инвалидный», СВИТЛ, близ Магадана) — русский литературовед, литературный критик, публицист, писавший на русском и английском языках.

## Биография

### Происхождение
Из княжеского рода Святополк-Мирских, сын государственного деятеля П. Д. Святополк-Мирского, известного англофила, и Екатерины Алексеевны, урождённой графини Бобринской (названной в честь Екатерины II, от внебрачного сына которой происходили Бобринские), дочери А. В. Бобринского. Получил отличное домашнее образование, с детства знал несколько иностранных языков.

### В довоенном Петербурге
Окончил 1-ю петербургскую гимназию, его школьными товарищами были будущие знаменитые филологи — В. М. Жирмунский, А. М. Сухотин, Л. В. Пумпянский. В школьные годы заинтересовался поэзией русского символизма, начал писать стихи (дебют — в издаваемом совместно с друзьями журнале «Звенья», в 1906 и 1907 годах вышло по одному номеру), переводил Китса и Верлена. В октябре — декабре 1907 года много общался с Михаилом Кузминым (который возлагал на Мирского и группу его товарищей-гимназистов надежды как на свой литературный кружок), упоминается в дневнике Кузмина и его переписке с К. А. Сомовым. В 1908 году Святополк-Мирский поступил на факультет восточных языков Петербургского университета, изучал китайский и японский языки. С 1909 года бывал на «Башне» Вячеслава Иванова.
В 1911 году выпустил сборник «Стихотворения. 1906—1910», демонстрирующий начитанность автора в мировой и русской поэзии, стилистически близкий «неоклассическим» устремлениям постсимволистского поколения (особенно В. А. Комаровского, чьё творчество Мирский чтил и пропагандировал в 1920—1930-х годах; однако, как отметил С. Маковский, «не включил в свою антологию ни одной его строки». Святополк-Мирский писал о Комаровском: «Прекрасный поэт, близкий к символистам и Анненскому, которым я поступился очень нехотя, — гр. Василий Комаровский, поэт, конечно, несвоевременный, но сулящий большие радости тому, кто его откроет»). Николай Гумилёв в рецензии («Письма о русской поэзии») отметил «отточенные и полнозвучные строфы», но в целом отнёс стихи Святополк-Мирского к «любительским».
В том же 1911 году Мирский был призван в армию, служил в 4-м лейб-гвардии стрелковом полку (квартировал в Царском Селе, свёл личное знакомство с Комаровским и Гумилёвым), подпоручик (1912), с 1913 года в отставке, вновь учился в Петербургском университете по отделению классической филологии, участвовал в Обществе свободной эстетики, где познакомился с писателями и критиками из круга акмеистов: Мандельштамом, Ахматовой, Н. Недоброво, В. Чудовским, Н. Пуниным; Святополк-Мирский был членом Цеха поэтов. Написал статью о метрике русского стиха (утрачена в Гражданскую войну).

### Первая мировая война, белое движение и эмиграция
Летом 1914 года был мобилизован, участвовал в Первой мировой войне (ранен в 1916-м, ссылался за антивоенные высказывания на Кавказ) и в гражданской войне на стороне белого движения; временно был начальником штаба 1-й пехотной дивизии Добровольческой армии А. И. Деникина. С 1920 года — в эмиграции, сначала в Польше, затем в Афинах. С 1921 по 1932 годы жил в Лондоне (часто наезжая в Париж), читал курс русской литературы в Королевском колледже Лондонского университета. Издал несколько антологий русской поэзии и ряд книг и статей о русской литературе на английском языке; защитил магистерскую диссертацию о Пушкине («Pushkin»; L.-N.Y., 1926). В этот период был ценителем и пропагандистом русского модернизма. Посещал литературные салоны Великобритании, печатался в журнале «The Criterion» выходившем под руководством Т. С. Элиота, испытал влияние русского формализма.
Владимир Набоков называл англоязычную «Историю русской литературы» Святополка-Мирского «лучшей историей русской литературы на любом языке, включая русский».

### Евразийство
С 1922 года он — участник Евразийского движения, одной из важнейших задач которого видел сближение эмиграции с СССР. Был влюблён в жену евразийца П. П. Сувчинского Веру Александровну Гучкову (дочь А. И. Гучкова, с 1930-х годов под влиянием Мирского вступила во французскую компартию, была агентом ИНО ОГПУ, выступала как переводчик с русского, англоязычный романист и кинокритик, её псевдоним — Вера Мирская). Среди других его увлечений — Марина Цветаева (которую поддерживал материально и приглашал в Великобританию с поэтическими вечерами). В 1926—1928 годах — учредитель и соредактор крупного евразийского журнала «Вёрсты» (названного одинаково со сборником Цветаевой), где печатались и советские писатели; в этот период Мирский осуждал символизм и возлагал надежды на «новое героическое начало» в творчестве Цветаевой, Пастернака и Маяковского. «Вёрсты» вызвали довольно резкие отклики в среде эмиграции, непримиримой к СССР, саркастические оценки деятельности Мирского принадлежат Ивану Бунину, Зинаиде Гиппиус, Владиславу Ходасевичу.

### Возвращение в СССР
К концу 1920-х Святополк-Мирский заметно переходит на марксистские позиции. В 1928 году посетил в Сорренто Максима Горького. Его соратник по евразийству Н. С. Трубецкой в 1929 году написал, что Мирский, «став марксистом… внезапно обездарился и сделался совершенно неинтересен». В 1931 году вступил в компартию Великобритании (выступив на сей счёт с рядом публицистических статей в английской и французской прессе).

Нет ни человека, ни культуры вне Коммунистической революции… Мне кажется, что среди честных и мыслящих интеллигентов и здесь, в Англии, убеждение это зреет.— Из письма Святополка-Мирского Горькому
В 1932 году при содействии Горького переехал в Советский Союз.
В СССР опубликовал ряд статей по теории и истории русской и западной литературы, о современной западной литературе (особенно английской: популяризировал Элиота, Джойса, Хаксли и др.). Публикации Мирского марксистского периода носили на себе печать вульгарного социологизма, хотя в эстетических оценках они нередко оригинальны и точны; их культурно-просветительская роль в СССР была весьма заметна. Книга «Интеллиджентсиа» (1934) констатирует полевение английских писателей и клеймит аполитичных интеллектуалов. В коллективной книге советских писателей «Беломорско-Балтийский канал имени Сталина» (1934), посвящённой строительству Беломорканала силами заключённых, Мирскому принадлежит глава «ГПУ, инженеры, проект». Работал над биографией Пушкина. С 1934 года — член Союза советских писателей.

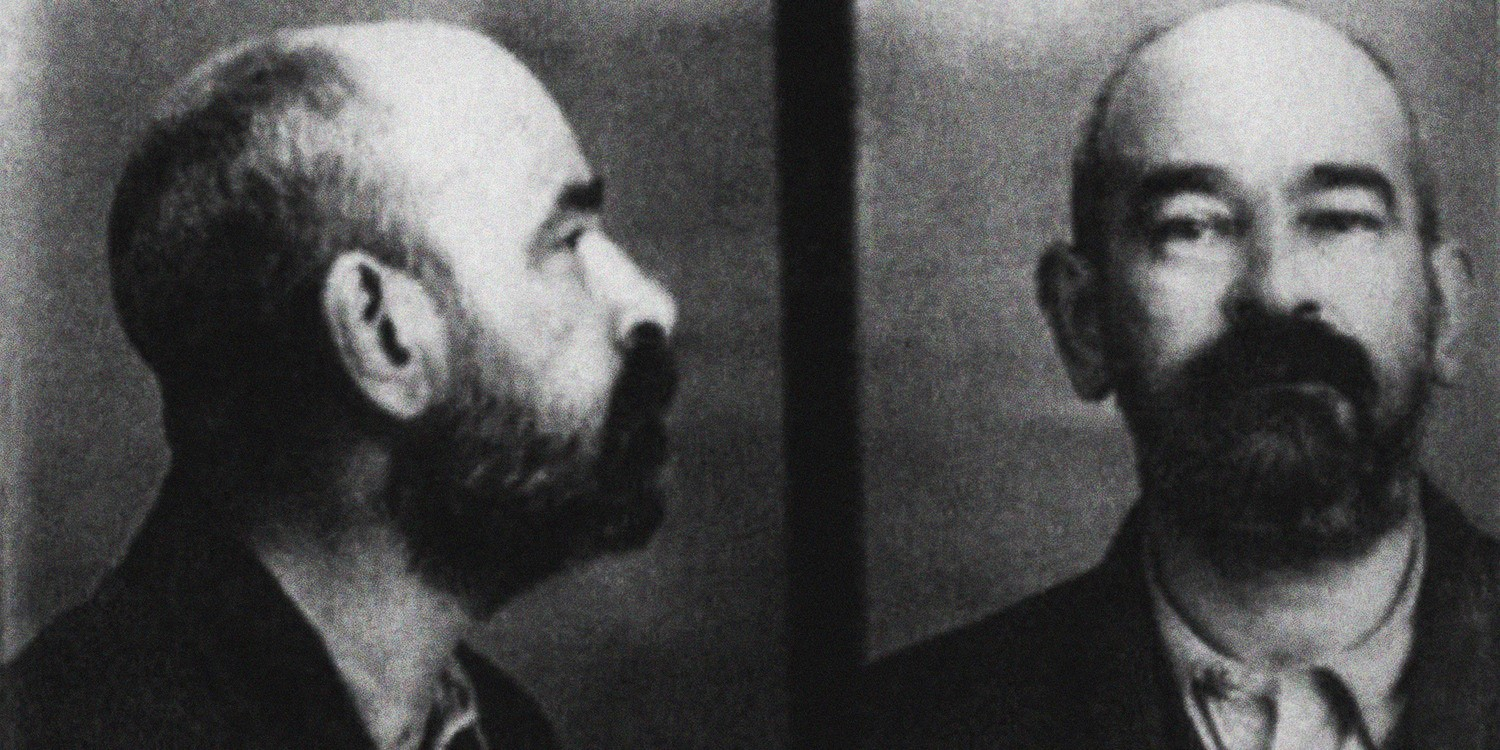
Мирский после ареста в 1937 году

### Арест и смерть
В 1937 году был арестован, приговорён по «подозрению в шпионаже» к 8 годам исправительно-трудовых работ, в июне 1939 года умер в лагере под Магаданом. После возбуждения новых дел против «евразийцев» (в частности, ареста С. Эфрона) НКВД 10 октября 1939 года постановил этапировать Мирского в Москву для дополнительного следствия по ст. 58, п. 1а УК РСФСР (измена Родине); постановление было утверждено наркомом Л. П. Берией, несмотря на то что Мирского к этому времени уже четыре месяца как не было в живых.
Незадолго до ареста Мирский составил и отредактировал «Антологию новой английской поэзии» в русских переводах; книга вышла из печати в 1938 году и получила заслуженную известность, но имя составителя было снято и заменено именем переводчика М. Гутнера («гутнеровская антология»).
Реабилитирован в 1963 году, но ещё в 1956 году его имя вновь упоминается, в частности, в каталоге серии «Библиотека поэта» (в качестве автора вступительной статьи к двухтомнику Е. А. Баратынского, выпущенному в 1936 году).